# شمار (دستور زبان)
شمار در زبان‌شناسی، دستوری است که تفاوت تعداد اسم‌ها، ضمیرها، صفت‌ها و فعل‌ها را بیان می‌کند (مانند "یک"، "دو"، "سه یا بیشتر"). بسیاری از زبان‌ها از جمله زبان پارسی و زبان انگلیسی دارای مفرد و جمع هستند. برخی از زبان‌ها نیز بیش از دو شمار دارند.